# Фенцик Євген Андрійович
Євге́н Андрі́йович Фе́нцик (5 жовтня 1844 — 5 грудня 1903) — закарпатський освітній діяч і письменник москвофільського напряму, греко-католицький священник.

## Життєпис
Видавець і редактор (з 1885) півмісячника «Листокъ», який друкували мішаною російською і церковнослов'янською мовою, проте популярний «Додатокъ» друкували мовою, близькою до народної.
Деякий час він мешкав у селі Скотарське, де вчителювала його дочка. Іван Франко гостював у нього, вертаючись до дому по дорозі з Будапешту до Львова.
Фенцик писав поезії (поема «Коріятович»), балади, оповідання та повісті з життя інтелігенції й духовенства: «Нищие духом», «Учитель Неборака», історична драма «Покорение Ужгорода»; деякі твори під псевдонімом Владимир.

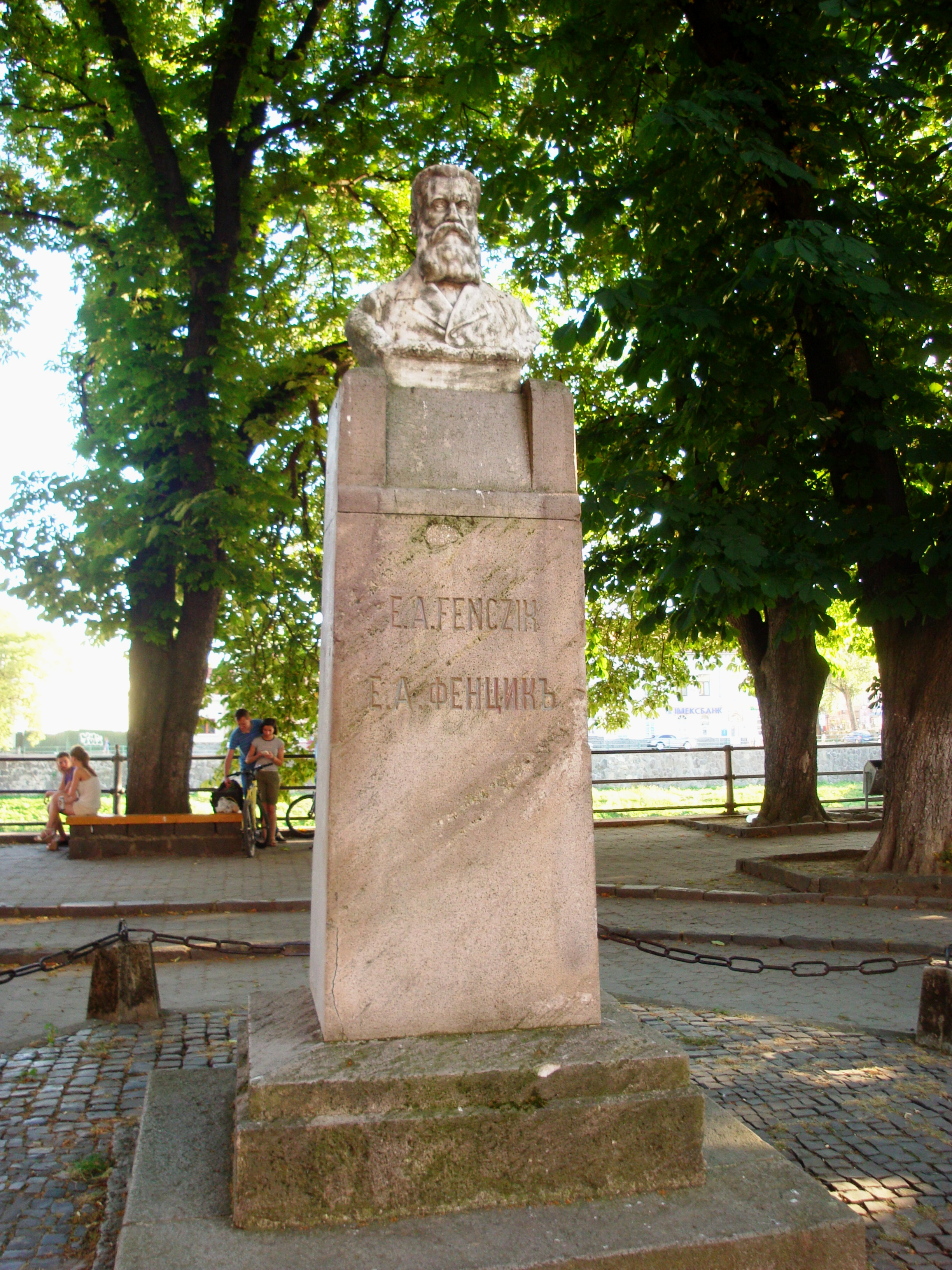
Пам'ятник Євгенові Фенцику в Ужгороді. Скульптор Олена Мондич-Шиналі.

Автор шкільних підручників, публіцистичних статей.
Вибрані твори: «Собрание сочинений» (1932).

## Родина
- Племінник Євгена Фенцика — Степан Фенцик (1892—1946), культурний і політичний діяч русофільського руху, священник та композитор, проугорський активіст.

- Онук Євгена Фенцика по матері — Августин Штефан (1893—1986), відомий політичний та громадський діяч Закарпаття[2].